# کفر حونه
کفر حونه (به عربی: کفرحونة) یک منطقهٔ مسکونی در لبنان است که در شهرستان جزین واقع شده‌است. کفر حونه ۲٫۲۰۱ کیلومتر مربع مساحت دارد ۱٬۱۰۰ متر بالاتر از سطح دریا واقع شده‌است.